# Türkiye Kupası 2017/18
Der Türkische Fußballpokal 2017/18 war die 56. Austragung des Fußballpokalwettbewerbs der Herren. Der Pokalwettbewerb begann am 22. August 2017 mit der 1. Runde. Das Finale fand am 10. Mai 2018 statt. Akhisar Belediyespor besiegte im Finale Fenerbahçe Istanbul mit 3:2. Für Akhisar Belediyespor war es die erste Teilnahme am Finale.

## Teilnehmende Mannschaften
Für den türkischen Pokal waren folgende 160 Mannschaften teilnahmeberechtigt:
| Süper Lig die 18 Vereine der Saison 2017/18 | TFF 1. Lig die 18 Vereine der Saison 2017/18 | TFF 2. Lig die 36 Vereine der Saison 2017/18 | TFF 3. Lig die 54 Vereine der Saison 2017/18 | Bölgesel Amatör Lig 34 Mannschaften |
| Akhisar Belediyespor Alanyaspor Antalyaspor Konyaspor (TV) Beşiktaş Istanbul Bursaspor Sivasspor Yeni Malatyaspor Fenerbahçe Istanbul Galatasaray Istanbul Gençlerbirliği Ankara Göztepe Izmir Kardemir Karabükspor Kasımpaşa Istanbul Kayserispor Istanbul Başakşehir Osmanlıspor FK Trabzonspor | Adana Demirspor Adanaspor Altınordu Izmir Balıkesirspor BB Erzurumspor Boluspor Çaykur Rizespor Denizlispor Elazığspor Eskişehirspor Gaziantepspor Gazişehir Gaziantep FK Giresunspor İstanbulspor Manisaspor MKE Ankaragücü Samsunspor Ümraniyespor | Afjet Afyonspor Altay Izmir Amed SK Anadolu Selçukluspor Bandırmaspor BB Bodrumspor Bucaspor Bugsaşspor Etimesgut Belediyespor Eyüpspor Fatih Karagümrük SK Fethiyespor Gümüşhanespor Hacettepe SK Hatayspor İnegölspor Kahramanmaraşspor Karşıyaka SK Kastamonuspor 1966 Keçiörengücü Kocaeli Birlikspor Kırklarelispor Menemen Belediyespor Mersin İdman Yurdu Nazilli Belediyespor Niğde Belediyespor Pendikspor Sakaryaspor Sancaktepe Belediyespor Şanlıurfaspor Sarıyer SK Silivrispor Sivas Belediyespor Tokatspor Tuzlaspor Zonguldak Kömürspor | Anadolu Bağcılar SK 12 Bingölspor 1461 Trabzon 24 Erzincanspor Ankara Adliyespor Ankara Demirspor Arsinspor Aydınspor 1923 Batman Petrolspor Bayburt Grup İl Özel İdare GS Bayrampaşaspor Bergama Belediyespor Büyükçekmece Tepecikspor Çatalcaspor Cizrespor Çorum Belediyespor Dardanelspor Darıca Gençlerbirliği Diyarbekirspor Düzcespor Düzyurtspor Elaziz Belediyespor Erbaaspor Ergene Velimeşe SK Erokspor Erzin Belediyespor Gölcükspor Halide Edip Adıvarspor Karacabey Birlik Spor Karaköprü Belediyespor Kayseri Erciyesspor Kemerspor 2003 Kırıkhanspor Kızılcabölükspor Kocaelispor Kozan Belediyespor Manisa BB Muğlaspor Ofspor Orhangazispor Payasspor Pazarspor Sultanbeyli Belediyespor Tarsus İdman Yurdu Tekirdağspor Tire 1922 Spor Turgutluspor Uşakspor Van BB Yeni Altindağ Belediyespor Yeni Orduspor Yeşil Bursa SK Yomraspor | 1074 Çankırıspor 62 Pertekspor 68 Aksaray Belediyespor Adıyamanspor Ağrı 1970 SK Altınova Belediyespor Artvin Hopaspor Bartınspor Bozüyük Vitraspor Bucak Belediye Oğuzhanspor Dersimspor Edirnespor Iğdır Arasspor Isparta Davrazspor Karaman Belediyespor Kars 36 Spor Kilis Belediyespor Kütahyaspor Mardin 47 Spor MKE Kırıkkalespor Modafenspor Muşspor FC Nevşehirspor Gençlik Osmaniyespor FK Serhat Ardahanspor Siirt İl Özel İdaresi SK Sinopspor Tatvan Gençlerbirliği Spor TKİ Tavşanlı Linyitspor Türk Metal Kırıkkalespor Yeni Amasyaspor Yeşil Kırşehirspor Yozgatspor 1959 FK Yüksekova Belediyespor |

## 1. Runde
Die Auslosung für die 1. Runde fand am 15. August 2017 statt.
| Datum            |                            | Ergebnis              |                            |
| ---------------- | -------------------------- | --------------------- | -------------------------- |
| 22.08. 14:30 Uhr | Iğdır Arasspor             | 1:1 n. V. (1:4 i. E.) | Kars 36 Spor               |
| 22.08. 14:30 Uhr | Artvin Hopaspor            | 3:1 (3:1)             | Serhat Ardahanspor         |
| 22.08. 14:30 Uhr | Mardin 47 Spor             | 0:2 (0:0)             | Siirt İl Özel İdaresi SK   |
| 22.08. 14:30 Uhr | Yüksekova Belediyespor     | 3:0 (1:0)             | Tatvan Gençlerbirliği Spor |
| 22.08. 14:30 Uhr | Muşspor FC                 | 3:1 (2:0)             | Dersimspor                 |
| 22.08. 14:30 Uhr | Ağrı 1970 SK               | 2:0 (2:0)             | 62 Pertekspor              |
| 22.08. 14:30 Uhr | Arsinspor                  | 2:2 n. V. (3:1 i. E.) | Yeni Orduspor              |
| 22.08. 15:00 Uhr | Modafenspor                | 0:1 (0:1)             | Edirnespor                 |
| 22.08. 15:00 Uhr | Ergene Velimeşe SK         | 3:2 n. V. (1:1, 1:0)  | Erokspor                   |
| 22.08. 15:00 Uhr | Altınova Belediyespor      | 4:1 (2:1)             | Bozüyük Vitraspor          |
| 22.08. 15:00 Uhr | TKİ Tavşanlı Linyitspor    | 2:1 (1:1)             | Kütahyaspor                |
| 22.08. 15:00 Uhr | Turgutluspor               | 3:2 (2:2)             | Uşakspor                   |
| 22.08. 15:00 Uhr | Isparta Davrazspor         | 1:1 n. V. (6:7 i. E.) | Bucak Belediye Oğuzhanspor |
| 22.08. 15:00 Uhr | Bartınspor                 | 2:1 (1:0)             | Türk Metal Kırıkkalespor   |
| 22.08. 15:00 Uhr | MKE Kırıkkalespor          | 0:3 (0:0)             | Yozgatspor 1959 FK         |
| 22.08. 15:00 Uhr | Yeni Altındağ Belediyespor | 3:2 n. V. (1:1, 1:0)  | 1074 Çankırıspor           |
| 22.08. 15:00 Uhr | Yeşil Kırşehirspor         | 0:1 n. V.             | 68 Aksaray Belediyespor    |
| 22.08. 15:00 Uhr | Karaman Belediyespor       | 0:0 n. V. (3:4 i. E.) | Nevşehirspor Gençlik       |
| 22.08. 15:00 Uhr | Sinopspor                  | 4:2 (0:1)             | Yeni Amasyaspor            |
| 22.08. 15:00 Uhr | Karaköprü Belediyespor     | 1:0 n. V.             | Kilis Belediyespor         |
| 22.08. 15:00 Uhr | Osmaniyespor FK            | 2:0 (1:0)             | Adıyaman 1954 Spor         |

## 2. Runde
Die Auslosung für die 2. Runde fand am 23. August 2017 statt.
| Datum            |                            | Ergebnis                         |                          |
| ---------------- | -------------------------- | -------------------------------- | ------------------------ |
| 29.08. 12:30 Uhr | Kars 36 Spor               | 1:0 (1:0)                        | Muşspor FC               |
| 29.08. 13:30 Uhr | Ağrı 1970 Spor             | 0:1 (0:0)                        | Van BB                   |
| 29.08. 14:30 Uhr | Elaziz Belediyespor        | 2:5 (0:2)                        | Diyarbekirspor           |
| 29.08. 15:30 Uhr | Edirnespor                 | 3:0 (1:0)                        | Dardanelspor             |
| 30.08. 12:30 Uhr | 1461 Trabzon               | 0:0 n. V. (4:5 i. E.)            | Arsinspor                |
| 30.08. 12:30 Uhr | Sinopspor                  | 1:1 n. V. (0:0, 0:0) (5:4 i. E.) | Erbaaspor                |
| 30.08. 14:00 Uhr | Bayburt Grup Özel İdare    | 1:2 (0:2)                        | Pazarspor                |
| 30.08. 14:00 Uhr | 12 Bingölspor              | 1:1 n. V. (1:1, 0:0) (2:3 i. E.) | Erzincanspor             |
| 30.08. 14:00 Uhr | Siirt İl Özel İdaresi SK   | 1:2 (1:0)                        | Batman Petrolspor        |
| 30.08. 14:00 Uhr | Cizrespor                  | 1:0 (0:0)                        | Yüksekova Belediyespor   |
| 30.08. 14:00 Uhr | Ofspor                     | 2:1 (2:0)                        | Yomraspor                |
| 30.08. 14:30 Uhr | Yeni Altındağ Belediyespor | 1:0 n. V.                        | Bartınspor               |
| 30.08. 14:30 Uhr | Ankara Demirspor           | 2:2 n. V. (2:2, 2:0) (3:1 i. E.) | Ankara Adliyespor        |
| 30.08. 14:30 Uhr | Yozgatspor 1959 FK         | 0:2 (0:1)                        | Çorum Belediyespor       |
| 30.08. 14:30 Uhr | Kayseri Erciyesspor        | 0:4 (0:1)                        | Nevşehirspor Gençlik     |
| 30.08. 14:30 Uhr | 68 Aksaray Belediyespor    | 0:1 (0:0)                        | Kozan Belediyespor       |
| 30.08. 14:30 Uhr | Payasspor                  | 1:0 (1:0)                        | Kırıkhanspor             |
| 30.08. 14:30 Uhr | Osmaniyespor FK            | 2:2 n. V. (2:2, 0:2) (2:3 i. E.) | Erzin Belediyespor       |
| 30.08. 14:30 Uhr | Düzcespor                  | 1:0 (1:0)                        | Kocaelispor              |
| 30.08. 15:00 Uhr | Bayrampaşaspor             | 1:0 n. V.                        | Halide Edip Adıvarspor   |
| 30.08. 15:00 Uhr | Anadolu Bağcılar SK        | 2:1 (1:1)                        | Çatalcaspor              |
| 30.08. 15:00 Uhr | Sultanbeyli Belediyespor   | 2:1 (2:0)                        | Büyükçekmece Tepecikspor |
| 30.08. 15:00 Uhr | Darıca Gençlerbirliği      | 2:1 n. V. (1:1, 1:0)             | Gölcükspor               |
| 30.08. 15:00 Uhr | Tekirdağspor               | 0:2 (0:1)                        | Ergene Velimeşe SK       |
| 30.08. 15:00 Uhr | Orhangazi Belediyespor     | 1:0 n. V.                        | Altınova Belediyespor    |
| 30.08. 15:00 Uhr | Tire 1922 Spor             | 2:0 (1:0)                        | Turgutluspor             |
| 30.08. 15:00 Uhr | Manisa BB                  | 0:2 (0:0)                        | Bergama Belediyespor     |
| 30.08. 15:00 Uhr | TKİ Tavşanlı Linyitspor    | 0:2 (0:0)                        | Kızılcabölükspor         |
| 30.08. 15:00 Uhr | Bucak Belediye Oğuzhanspor | 1:2 (1:1)                        | Kemerspor 2003           |
| 30.08. 15:30 Uhr | Muğlaspor                  | 1:0 (1:0)                        | Aydınspor 1923           |
| 30.08. 17:30 Uhr | Tarsus İdman Yurdu         | 2:1 (2:0)                        | Karaköprü Belediyespor   |
| 30.08. 18:00 Uhr | Karacabey Birlikspor       | 0:1 (0:0)                        | Yeşil Bursa SK           |
| 31.08. 13:00 Uhr | Düzyurtspor                | 4:3 (2:0)                        | Artvin Hopaspor          |

## 3. Runde
Die Auslosung für die 3. Runde fand am 7. September 2017 statt.
| Datum            |                              | Ergebnis                         |                            |
| ---------------- | ---------------------------- | -------------------------------- | -------------------------- |
| 19.09. 12:00 Uhr | Tokatspor                    | 0:1 n. V.                        | Kahramanmaraş BB           |
| 19.09. 12:00 Uhr | Anadolu Bağcılar SK          | 0:1 (0:0)                        | Anadolu Selçukluspor       |
| 19.09. 12:45 Uhr | Şanlıurfaspor                | 1:1 n. V. (1:1, 0:0) (4:2 i. E.) | Pazarspor                  |
| 19.09. 13:30 Uhr | Diyarbekirspor               | 0:1 (0:0)                        | İstanbulspor               |
| 19.09. 14:00 Uhr | Payas Belediyespor 1975      | 1:3 n. V. (1:1, 1:0)             | Amed SK                    |
| 19.09. 14:30 Uhr | Kırklarelispor               | 1:3 (1:1)                        | Niğde Belediyespor         |
| 19.09. 14:30 Uhr | Menemen Belediyespor         | 4:2 (1:1)                        | Darıca Gençlerbirliği      |
| 19.09. 14:30 Uhr | Bodrum Belediyesi Bodrumspor | 2:3 n. V. (2:2, 0:2)             | Gazişehir Gaziantep FK     |
| 19.09. 14:30 Uhr | Muğlaspor                    | 1:1 n. V. (1:1, 0:1) (2:3 i. E.) | Etimesgut Belediyespor     |
| 19.09. 14:30 Uhr | Bandırmaspor                 | 0:1 (0:0)                        | Çorum Belediyespor         |
| 19.09. 15:00 Uhr | Van BB                       | 0:1 (0:1)                        | Kayserispor                |
| 19.09. 16:00 Uhr | Balıkesirspor                | 1:1 n. V. (1:1, 1:0) (5:6 i. E.) | Kars 36 Spor               |
| 19.09. 18:00 Uhr | Boluspor                     | 3:0 (1:0)                        | Sinopspor                  |
| 19.09. 18:00 Uhr | Mersin İdman Yurdu           | 3:5 (2:2)                        | Orhangazispor              |
| 19.09. 18:00 Uhr | Kemerspor 2003               | 0:1 n. V.                        | Sivas Belediyespor         |
| 20.09. 12:00 Uhr | İnegölspor                   | 0:2 (0:1)                        | Yeni Malatyaspor           |
| 20.09. 13:00 Uhr | Düzyurtspor                  | 4:4 n. V. (3:3, 1:1) (3:4 i. E.) | Gümüşhanespor              |
| 20.09. 13:30 Uhr | Batman Petrolspor            | 3:1 (1:1)                        | Göztepe Izmir              |
| 20.09. 14:00 Uhr | Sancaktepe Belediyespor      | 2:4 n. V. (2:2, 0:0)             | Elazığspor                 |
| 20.09. 14:00 Uhr | Erzin Belediyespor           | 1:2 (0:0)                        | Fatih Karagümrük SK        |
| 20.09. 14:00 Uhr | Kozan Belediyespor           | 1:3 (0:1)                        | Adanaspor                  |
| 20.09. 14:00 Uhr | Denizlispor                  | 1:0 (1:0)                        | Düzcespor                  |
| 20.09. 14:00 Uhr | Hacettepespor                | 1:2 (0:1)                        | Yeni Altındağ Belediyespor |
| 20.09. 14:00 Uhr | Hatayspor                    | 1:0 (0:0)                        | Ergene Velimeşe SK         |
| 20.09. 14:00 Uhr | Keçiörengücü                 | 3:1 (2:1)                        | Silivrispor                |
| 20.09. 14:00 Uhr | Kastamonuspor                | 1:3 (1:1)                        | Ofspor                     |
| 20.09. 14:30 Uhr | Yeşil Bursa SK               | 3:1 (1:0)                        | Karşıyaka Izmir            |
| 20.09. 14:30 Uhr | Tuzlaspor                    | 1:0 (0:0)                        | Zonguldak Kömürspor        |
| 20.09. 14:30 Uhr | Bergama Belediyespor         | 0:2 (0:1)                        | Sarıyer SK                 |
| 20.09. 14:30 Uhr | Kocaeli Birlikspor           | 2:2 n. V. (0:0) (3:4 i. E.)      | Edirnespor                 |
| 20.09. 15:00 Uhr | Giresunspor                  | 3:1 (1:0)                        | Cizrespor                  |
| 20.09. 16:00 Uhr | Altay Izmir                  | 0:0 n. V. (6:7 i. E.)            | BB Erzurumspor             |
| 20.09. 18:00 Uhr | Altınordu Izmir              | 1:0 (1:0)                        | Sultanbeyli Belediyespor   |
| 20.09. 18:00 Uhr | Samsunspor                   | 3:3 n. V. (3:3, 0:1) (1:3 i. E.) | Ankara Demirspor           |
| 20.09. 18:00 Uhr | Gaziantepspor                | 0:3 (0:2)                        | Tire 1922 Spor             |
| 20.09. 18:00 Uhr | Bucaspor                     | 2:0 (1:0)                        | Pendikspor                 |
| 20.09. 18:00 Uhr | Adana Demirspor              | 3:0 (1:0)                        | Bayrampaşaspor             |
| 20.09. 18:00 Uhr | Manisaspor                   | 4:1 (3:0)                        | Arsinspor                  |
| 20.09. 19:30 Uhr | Bursaspor                    | 4:0 (2:0)                        | Tarsus İdman Yurdu         |
| 20.09. 19:30 Uhr | Fethiyespor                  | 2:0 (0:0)                        | Nazilli Belediyespor       |
| 21.09. 12:00 Uhr | Erzincanspor                 | 4:2 n. V. (2:2, 1:2)             | Eskişehirspor              |
| 21.09. 14:00 Uhr | Eyüpspor                     | 2:1 (1:0)                        | Sakaryaspor                |
| 21.09. 14:00 Uhr | Kızılcabölükspor             | 2:1 (1:1)                        | Ümraniyespor               |
| 21.09. 15:00 Uhr | Sivasspor                    | 3:0 (1:0)                        | Bugsaşspor                 |
| 21.09. 16:30 Uhr | Afjet Afyonspor              | 2:0 (1:0)                        | MKE Ankaragücü             |
| 21.09. 18:30 Uhr | Çaykur Rizespor              | 3:0 (2:0)                        | Nevşehirspor Gençlik       |

## 4. Runde
Die Auslosung für die 4. Runde fand am 28. September 2017 statt.
| Datum            |                            | Ergebnis                         |                      |
| ---------------- | -------------------------- | -------------------------------- | -------------------- |
| 24.10. 12:00 Uhr | Sarıyer SK                 | 2:2 n. V. (2:2, 0:1) (1:3 i. E.) | Adana Demirspor      |
| 24.10. 13:30 Uhr | Etimesgut Belediyespor     | 0:1 (0:0)                        | Antalyaspor          |
| 24.10. 15:00 Uhr | Altınordu Izmir            | 0:1 (0:0)                        | Kars 36 Spor         |
| 24.10. 16:00 Uhr | Kasımpaşa Istanbul         | 5:1 (0:1)                        | Niğde Belediyespor   |
| 24.10. 17:30 Uhr | Alanyaspor                 | 2:0 (0:0)                        | Edirnespor           |
| 24.10. 18:00 Uhr | Fethiyespor                | 1:2 (1:0)                        | Adanaspor            |
| 24.10. 18:00 Uhr | Kahramanmaraşspor          | 1:0 (1:0)                        | Çaykur Rizespor      |
| 24.10. 19:30 Uhr | Akhisar Belediyespor       | 6:0 (3:0)                        | Erzincanspor         |
| 25.10. 12:00 Uhr | İstanbulspor               | 4:3 n. V. (3:3, 1:1)             | Afjet Afyonspor      |
| 25.10. 12:00 Uhr | Orhangazi Belediyespor     | 0:0 n. V. (3:0 i. E.)            | Şanlıurfaspor        |
| 25.10. 12:00 Uhr | Eyüpspor                   | 4:2 n. V. (1:1, 0:1)             | Gümüşhanespor        |
| 25.10. 12:00 Uhr | Batman Petrolspor          | 2:1 n. V. (1:1, 1:1)             | Denizlispor          |
| 25.10. 12:00 Uhr | Ofspor                     | 1:3 (0:0)                        | Yeni Malatyaspor     |
| 25.10. 13:30 Uhr | Çorum Belediyespor         | 0:6 (0:2)                        | Trabzonspor          |
| 25.10. 15:30 Uhr | Elazığspor                 | 0:1 (0:0)                        | Sivas Belediyespor   |
| 25.10. 16:00 Uhr | Gençlerbirliği Ankara      | 3:0 (0:0)                        | Tuzlaspor            |
| 25.10. 17:30 Uhr | Sivasspor                  | 3:1 (1:0)                        | Kızılcabölükspor     |
| 25.10. 18:00 Uhr | BB Erzurumspor             | 2:0 (1:0)                        | Tire 1922 Spor       |
| 25.10. 18:00 Uhr | Gazişehir Gaziantep FK     | 1:2 (1:0)                        | Ankara Demirspor     |
| 25.10. 18:00 Uhr | Bucaspor                   | 2:1 (0:1)                        | Amed SK              |
| 25.10. 19:30 Uhr | Osmanlıspor FK             | 5:0 (2:0)                        | Fatih Karagümrük SK  |
| 26.10. 12:00 Uhr | Yeni Altındağ Belediyespor | 0:0 n. V. (2:4 i. E.)            | Bursaspor            |
| 26.10. 13:30 Uhr | Yeşil Bursa SK             | 1:2 (0:1)                        | Kayserispor          |
| 26.10. 15:30 Uhr | Anadolu Selçukluspor       | 0:1 (0:1)                        | Boluspor             |
| 26.10. 16:00 Uhr | Giresunspor                | 2:1 (1:0)                        | Menemen Belediyespor |
| 26.10. 17:30 Uhr | Manisaspor                 | 1:0 (0:0)                        | Hatayspor            |
| 26.10. 19:30 Uhr | Kardemir Karabükspor       | 3:1 (1:0)                        | Keçiörengücü         |

## 5. Runde
- Hinspiele: 28. bis 30. November 2017
- Rückspiele: 12. bis 14. Dezember 2017

|                      | Gesamt    |                       | Hinspiel | Rückspiel |
| -------------------- | --------- | --------------------- | -------- | --------- |
| Kars 36 Spor         | 2:4       | Gençlerbirliği Ankara | 1:2      | 1:2       |
| Beşiktaş Istanbul    | 10:1      | Manisaspor            | 9:0      | 1:1       |
| Ankara Demirspor     | 1:4       | Akhisar Belediyespor  | 0:3      | 1:1       |
| Osmanlıspor FK       | 4:2       | Yeni Malatyaspor      | 3:1      | 1:1       |
| Galatasaray Istanbul | 6:3       | Sivas Belediyespor    | 5:1      | 1:2       |
| Batman Petrolspor    | 0:5       | Konyaspor             | 0:3      | 0:2       |
| Kasımpaşa Istanbul   | 2:7       | Boluspor              | 1:3      | 1:4       |
| Sivasspor            | (a)2:2(a) | Bucaspor              | 2:1      | 0:1       |
| Kardemir Karabükspor | (a)2:2(a) | İstanbulspor          | 2:1      | 0:1       |
| Adanaspor            | 0:4       | Bursaspor             | 0:2      | 0:2       |
| Fenerbahçe Istanbul  | 10:1      | Adana Demirspor       | 6:0      | 4:1       |
| Giresunspor          | 6:4       | Alanyaspor            | 4:2      | 2:2       |
| Kahramanmaraşspor    | 1:4       | Istanbul Başakşehir   | 1:3      | 0:1       |
| BB Erzurumspor       | 1:9       | Trabzonspor           | 0:4      | 1:5       |
| Kayserispor          | 5:2       | Eyüpspor              | 3:2      | 2:0       |
| Orhangazispor        | 3:5       | Antalyaspor           | 0:3      | 3:2       |

## Achtelfinale
- Hinspiele: 26. bis 28. Dezember 2017
- Rückspiele: 16. bis 18. Januar 2018

|                       | Gesamt    |                      | Hinspiel | Rückspiel |
| --------------------- | --------- | -------------------- | -------- | --------- |
| Beşiktaş Istanbul     | 5:3       | Osmanlıspor FK       | 4:1      | 1:2       |
| Boluspor              | (a)2:2(a) | Akhisar Belediyespor | 2:1      | 0:1       |
| Galatasaray Istanbul  | 6:0       | Bucaspor             | 3:0      | 3:0       |
| Kayserispor           | 5:1       | Antalyaspor          | 3:1      | 2:0       |
| Fenerbahçe Istanbul   | 3:0       | İstanbulspor         | 2:0      | 1:0       |
| Giresunspor           | 4:3       | Istanbul Başakşehir  | 3:1      | 1:2       |
| Gençlerbirliği Ankara | (a)2:2(a) | Bursaspor            | 1:0      | 1:2       |
| Konyaspor             | 2:1       | Trabzonspor          | 1:0      | 1:1       |

## Viertelfinale
- Hinspiele: 30. Januar bis 1. Februar 2018
- Rückspiele: 6. bis 8. Februar 2018

|                      | Gesamt |                       | Hinspiel | Rückspiel |
| -------------------- | ------ | --------------------- | -------- | --------- |
| Akhisar Belediyespor | 3:2    | Kayserispor           | 1:0      | 2:2       |
| Konyaspor            | 3:6    | Galatasaray Istanbul  | 2:2      | 1:4       |
| Beşiktaş Istanbul    | 4:1    | Gençlerbirliği Ankara | 3:1      | 1:0       |
| Giresunspor          | 2:4    | Fenerbahçe Istanbul   | 1:2      | 1:2       |

## Halbfinale
- Hinspiele: 27. Februar bis 1. März 2018
- Rückspiele: 17. April bis 3. Mai 2018

|                      | Gesamt |                      | Hinspiel | Rückspiel |
| -------------------- | ------ | -------------------- | -------- | --------- |
| Akhisar Belediyespor | 3:2    | Galatasaray Istanbul | 1:2      | 2:0       |
| Beşiktaş Istanbul    | 2:5    | Fenerbahçe Istanbul  | 2:2      | 10:3 1    |

## Finale
| Paarung              | Akhisar Belediyespor – Fenerbahçe Istanbul |
| Ergebnis             | 3:2 (1:0) |
| Datum                | 10. Mai 2018 um 20:30 Uhr |
| Stadion              | Diyarbakır Stadyumu, Diyarbakır |
| Schiedsrichter       | Cüneyt Çakır |
| Tore                 | 1:0 Miguel Lopes (32.) 1:1 Fernandão (56.) 2:1 Abdoul Sissoko (70.) 3:1 Hélder Barbosa (81.) 3:2 Souza (86.) |
| Akhisar Belediyespor | Fatih Öztürk – Miguel Lopes, Mustafa Yumlu, Caner Osmanpaşa, Ömer Bayram – Onur Ayık (51. Dany Nounkeu), Aykut Çeviker (80. Kadir Keleş), Abdoul Sissoko, Soner Aydoğdu, Hélder Barbosa – Muğdat Çelik Cheftrainer: Okan Buruk                                   |
| Fenerbahçe Istanbul  | Volkan Demirel – Hasan Ali Kaldırım, Roman Neustädter, Martin Škrtel, Şener Özbayraklı – Aatif Chahechouhe (86. Vincent Janssen), Souza, Mehmet Topal, Alper Potuk (46. Fernandão) – Giuliano, Roberto Soldado (67. Mathieu Valbuena) Cheftrainer: Aykut Kocaman |
| Gelbe Karten         | Soner Aydoğdu (52.) – Vincent Janssen (90.) |
| Besonderheiten       | Man of the Match: Muğdat Çelik |

## Torschützenliste
Bei gleicher Anzahl von Treffern sind die Spieler alphabetisch nach Nachnamen bzw. Künstlernamen sortiert.
| Rang              | Name             | Mannschaft           | Tore |
| ----------------- | ---------------- | -------------------- | ---- |
| 01.               | Hugo Rodallega   | Trabzonspor          | 8    |
| 02.               | Alvaro Negredo   | Beşiktaş Istanbul    | 7    |
| 03.               | Sinan Gümüş      | Galatasaray Istanbul | 6    |
| 04.               | Ioan Hora        | Akhisar Belediyespor | 4    |
| 04.               | Hasan Kaya       | Ankara Demirspor     | 4    |
| 04.               | Mustafa Pektemek | Beşiktaş Istanbul    | 4    |
| 04.               | Deniz Türüç      | Kayserispor          | 4    |
| Stand: Saisonende |                  |                      |      |